# Qualificazioni alla Coppa delle nazioni africane 2021 - Gruppo J

## Classifica
| Squadra            | Pt | G | V | N | P | GF | GS | DR |
| ------------------ | -- | - | - | - | - | -- | -- | -- |
| Tunisia            | 16 | 6 | 5 | 1 | 0 | 14 | 5  | +9 |
| Guinea Equatoriale | 9  | 6 | 3 | 0 | 3 | 7  | 7  | 0  |
| Tanzania           | 7  | 6 | 2 | 1 | 3 | 5  | 6  | -1 |
| Libia              | 3  | 6 | 1 | 0 | 5 | 7  | 15 | -8 |

## Risultati

### 1ª giornata
| Arbitro: | Heeralall |

|                          |           |            |
| Msuva 69’ Abubakar 90+2’ | Marcatori | 15’ Obiang |

| Arbitro: | El Banna |

|                                 |           |               |
| Khazri 33’, 90’ Khaoui 41’, 52’ | Marcatori | 45+1’ Elhouni |

### 2ª giornata
| Arbitro: | Athoumani |

|  |           |            |
|  | Marcatori | 74’ Khazri |

| Arbitro: | Chizinga |

|                                  |           |                    |
| Al Warfali 68’ (rig.) Saltou 81’ | Marcatori | 18’ (rig.) Samatta |

### 3ª giornata
| Arbitro: | Gassama |

|                                    |           |                                     |
| Al Warfali 55’ (rig.) Bettamer 58’ | Marcatori | 33’ Josete 90+1’ Obiang 90+2’ Obama |

| Arbitro: | de Carvalho |

|                   |           |  |
| Msakni 55’ (rig.) | Marcatori |  |

### 4ª giornata
| Arbitro: | Matemera |

|          |           |  |
| Ibán 27’ | Marcatori |  |

| Arbitro: | Alvação |

|           |           |            |
| Salum 48’ | Marcatori | 11’ Khaoui |

### 5ª giornata
| Arbitro: | Guèye |

|                 |           |                                                         |
| Ellafi 21’ (54) | Marcatori | 39’ Skhiri 48’, 90+3’ Jaziri 51’ Dräger 84’ Ben Slimane |

| Arbitro: | Camille |

|          |           |  |
| Nsue 90’ | Marcatori |  |

### 6ª giornata
| Arbitro: | Ndala |

|                            |           |                    |
| Jaziri 4’ Akapo 52’ (aut.) | Marcatori | 88’ (aut.) Chaouat |

| Arbitro: | Hagi |

|             |           |  |
| Msuva 45+2’ | Marcatori |  |